# Condenser PBJ
Condenser PBJ war eine mechanische Rotor-Chiffriermaschine, die im Zeitraum von 1924 bis 1934 vom tschechoslowakischen diplomatischen Dienst verwendet wurde. 

## Name
Der Name setzt sich zusammen aus Condenser (deutsch Kondensor), hier als „Verdichter“ zu interpretieren im Sinne von „kondensieren“, „verdichten“ oder  „eindicken“ sowie den drei Buchstaben PBJ. Dabei handelt es sich um die Initialen ihres Erfinders.

## Geschichte
Condenser PBJ wurde zwischen 1922 und 1924 von Pavel Baráček-Jacquier (1885–1969) ersonnen und entwickelt. Sein Chiffrierapparat diente als Hilfsmittel zum „Verdichten“ telegrafischer Nachrichten ähnlich einem Codebuch, wie beispielsweise dem (etwas späteren) PETCO (Peterson International Code) aus dem Jahr 1929. Außer der gewünschten Datenkompression wurde das Ergebnis zusätzlich verschlüsselt.

## Verschlüsselung
Condenser PBJ nutzte einen Algorithmus, der aus einer polyalphabetischen Substitution bestand, ähnlich der Vigenère-Chiffre aus dem 16. Jahrhundert, erweitert durch eine Variante des Autokey-Verfahrens. Wie auch zahlreiche andere Schlüsselmaschinen in dieser Zeit, beispielsweise die Enigma A von 1924, wurde die Verschlüsselung mithilfe von Rotoren bewirkt. Im Gegensatz zu dieser verwendete die Condenser PBJ jedoch keinen elektrischen Strom zur „Verwürfelung“ der Buchstaben, sondern arbeitete rein mechanisch. Insofern ähnelte sie eher Maschinen wie der (späteren) M‑209, die während des Zweiten Weltkriegs beim US‑Militär weit verbreitet war. Im Gegensatz zu den beiden genannten Maschinen, die drei (Enigma) beziehungsweise sechs Rotoren (M‑209) hatten, arbeitete die Condenser PBJ mit zehn Rotoren.
Daraus resultierte ein gigantisch großer Schlüsselraum, der weit größer war als bei den anderen Maschinen.